# Traveling Fish
《Traveling Fish》는 2024년 6월 20일 발매된 휘영의 첫 피지컬 싱글 앨범이다.

## 앨범 소개
SF9 휘영, 6월 20일 첫 솔로 앨범 발매
‘휘영표 청춘 감성’으로 물들인 첫 번째 싱글 앨범 ‘Traveling Fish’
“그게 어디든 난 네 앞에 있어”.. 휘영이 풀이한 사랑의 정의, 타이틀곡 ‘IT IS L0VE ♥’
SF9 휘영이 ‘휘영표 청춘 감성’을 담은 첫 솔로 앨범을 발매했다.
휘영은 랩, 보컬, 작사, 작곡, 연기 등 다방면에서 다재다능한 활약을 펼치고 있는 솔로 아티스트다. 특히 두 번의 디지털 싱글 발매를 통해 음악적 역량을 인정받았으며, 솔직한 가사와 휘영만의 감성 보컬로 청춘들의 이야기에 공감하고 위로하는 ‘공감형 아티스트’의 면모를 보여줬다. 이렇게 독자적인 음악색을 구축하고 있는 휘영이 첫 싱글 앨범으로 돌아왔다.
휘영의 첫 번째 싱글 앨범 ‘Traveling Fish’는 사랑에 빠져 ‘사랑의 바다’를 자유롭게 여행하는 청춘의 이야기를 담았다. 이번 앨범은 수많은 사랑과 이별, 설렘과 불안을 겪고 또다시 새로운 사랑을 향해 나아가는 청춘들의 모습을 대변하며, 그 속에서 무엇이든 할 수 있는 용기를 전한다. 때로는 무모하기도 했던, 또 때로는 영원을 꿈꾸게 했던, 우리 기억 속 바래지 않는 사랑에 대해 보내는 질문 같은 앨범이다.
싱글 앨범 ‘Traveling Fish’에는 타이틀곡 ‘IT IS L0VE ♥’를 포함해 총 3곡이 수록되어 있다. 타이틀곡 ‘IT IS L0VE ♥’는 팝 장르 곡으로, 사랑에 빠져 너와 언제, 어디든 함께 하고 싶다는 바람과 비록 오늘이 널 볼 수 있는 마지막 날이 될지라도 후회 없이 사랑하겠다는 마음을 휘영만의 색깔로 직관적이고 솔직하게 표현하였다.
이외에도 기존에 디지털 싱글로 공개했던 ‘Drive5’와 ‘HBD’가 수록되어 ‘휘영표 청춘 감성’을 완성했다. 긴 만남 뒤에 온 짧은 이별의 순간을 'Drive'에 빗대어 표현한 곡 ‘Drive5’와 서정적인 가사들로 채워 나간 일상적인 곡 ‘HBD’까지 휘영이 전곡 작사, 작곡에 참여해 완성도를 높였다.
청춘들이 사랑과 이별 속에서 자유롭게 헤엄치는 과정을 그리는 이번 앨범은 음악을 통해 성장해 가고 있는 휘영의 모습과도 닮아 있어 더욱 진정성 있게 다가온다. 늘 음악이라는 매개체로 솔직한 이야기를 전하며 대중에게 진심으로 다가가고자 하는 휘영. 그의 한계 없는 음악적 스펙트럼은 이번 앨범 ‘Traveling Fish’를 통해 또 한 번 증명될 것이다.

## 수록곡
| Traveling Fish                |                       |               |                        |                  |
| 2024. 06. 20. (월) 18:00 발매 |                       |               |                        |                  |
| 트랙                          | 제목                  | 작사          | 작곡                   | 편곡             |
| 01                            | IT IS L0VE ♥ 타이틀곡 | 휘영          | 휘영 / 고진영          | 고진영           |
| 02                            | Drive5                | 휘영          | 휘영 / SlyBerry /Rapid | SlyBerry / Rapid |
| 03                            | HBD                   | 한성호 / 휘영 | 휘영 / 히모            | 고진영           |

## 여담
- SF9 멤버들 중 솔로 앨범은 처음 발매되었다.
- 기존 디지털 싱글로 발매된 Drive5와 HBD가 같이 수록되었다.
- 트랙 순서대로 하면 IT IS L0VE ♥는 사랑에 빠지는 시기, Dirve5는 막 이별한 시기, HBD는 이별한 후 시간이 어느 정도 지난 때의 이야기이다.
- IT IS L0VE ♥ 제목의 0는 영문 O가 아닌 숫자 영(0)이다. 숫자 0은 휘영을 상징하는 의미도 있으며, 비주얼적으로 대문자 영문 O가 뚱뚱해보여서 어울리지 않는다는 생각에 숫자를 넣었다고 한다.